# Lorenz Oken
Lorenz Oken, cognome alla nascita Okenfuss (Offenburg, 1º agosto 1779 – Zurigo, 11 agosto 1851), è stato un naturalista, biologo e filosofo tedesco.

## Biografia
Studiò storia naturale e medicina all’Università di Friburgo e all’Università di Würzburg.  Ottenuta la laurea in medicina nel 1804 si trasferì presso l’Università di Göttingen  ove conseguì la libera docenza e fu docente (Privatdozent) dal 1805 al 1807. A Gottinga cambiò il suo cognome da Okenfuss a Oken. Dal 1807 fu docente di medicina presso l’Università di Jena per poi diventarne professore di Storia naturale. Nel 1819 fu licenziato da questa Università a causa delle sue idee politiche. Dal 1828 fu docente di filosofia presso l’Università di Monaco fino a quando nel 1832 fu costretto a lasciare la Germania e trasferirsi presso l’Università di Zurigo ove rimase fino alla data della sua morte come professore di filosofia e rettore.
Discepolo di Schelling, Oken fu il più tipico rappresentante del movimento della Naturphilosophie che ebbe molta diffusione in Germania all'epoca del Romanticismo. Nel 1816 fondò la rivista Isis oder encyklopädische Zeitung von Oken, che raccoglieva lavori di scienze naturali, fisiologia e medicina e nel 1822 a Lipsia la società Gesellschaft Deutscher Naturforscher und Ärzte

## Opere
Pubblicò numerose opere tra cui:

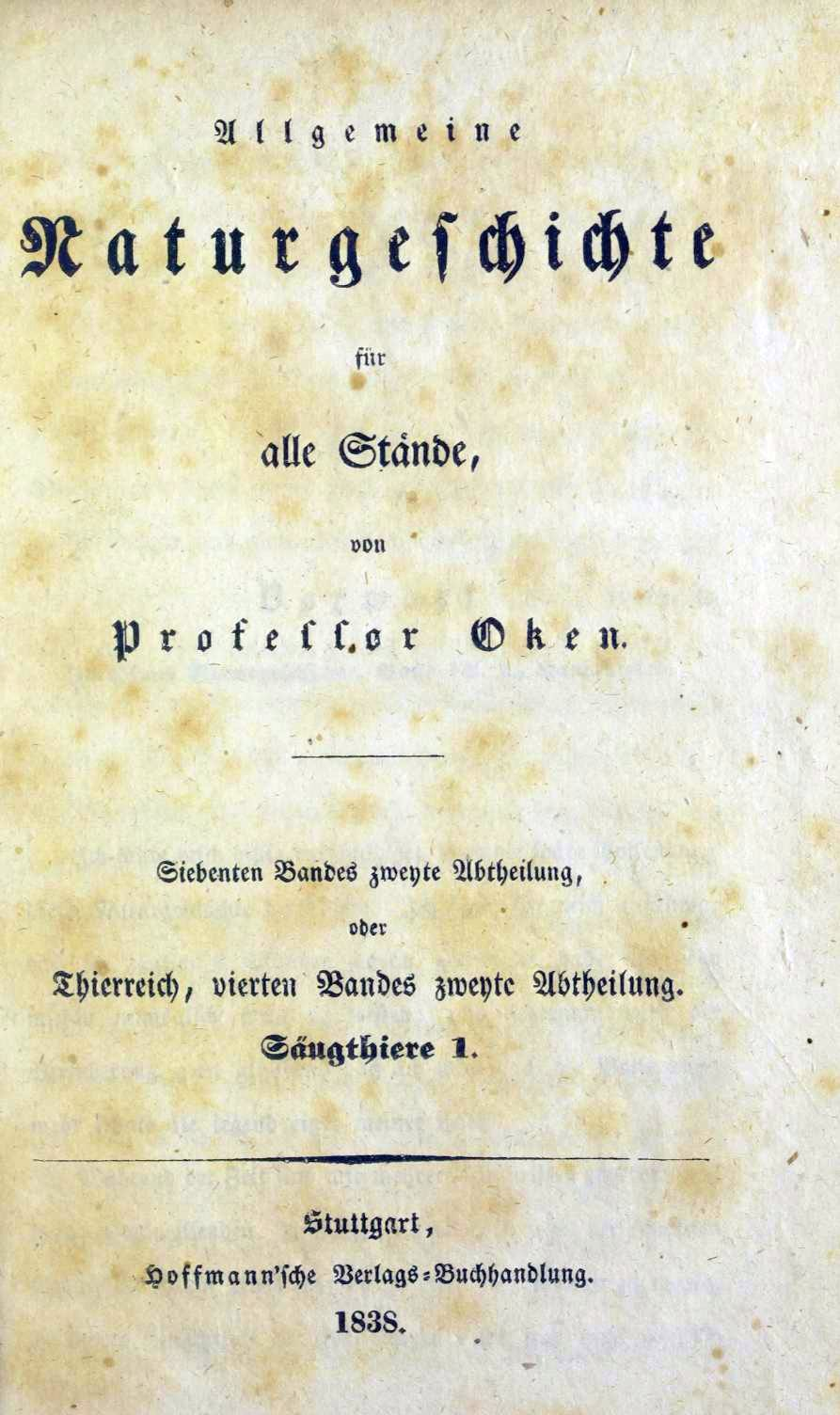
Thierreich, 1838

- Grundriss der Naturphilosophie, der Theorie der Sinne, und der darauf gegründeten Classification der Thiere, Francoforte - 1803
- Die Zeugung,  Bamberga - 1805
- Ueber den Werth der Naturgeschichte, besonders für die Bildung der Deutschen, Jena - 1809
- Abriss dos Systems der Biologie, Gottinga - 1806;
- Esquisse d'un systèms d'anatomie, de physiologie et d'histoire naturelle, Parigi - 1821;
- (DE) Thierreich, vol. 1, Stuttgart, Hoffmann, 1838.
- (DE) Thierreich, vol. 2, Stuttgart, Hoffmann, 1838.
- (DE) Thierreich, vol. 2.1, Stuttgart, Hoffmann, 1835.
- (DE) Thierreich, vol. 2.2, Stuttgart, Hoffmann, 1835.
- (DE) Thierreich, vol. 2.3, Stuttgart, Hoffmann, 1836.
- (DE) Thierreich, vol. 3, Stuttgart, Hoffmann, 1836.
- (DE) Botanik, vol. 1, Stuttgart, Hoffmann, 1839.
- (DE) Botanik, vol. 2, Stuttgart, Hoffmann, 1841.
- (DE) Botanik, vol. 3, Stuttgart, Hoffmann, 1841.
- Allgemeine Naturgeschichte für alle Stände . Vol.1-8 . Hoffmann, Stoccarda - 1833-1843 Edizione digitale  da Università e Biblioteca Statale Düsseldorf
- Abbildungen zu Okens allgemeiner Naturgeschichte für alle Stände. Hoffmann, Stoccarda -1843 Edizione digitale da Università e Biblioteca Statale Düsseldorf

A Lorenz Oken la UAI ha intitolato il cratere lunare Oken  e l'asteroide della fascia principale 46563 Oken